# تورکش
تورکش (به لاتین: Türkeş) یک منطقهٔ مسکونی در جمهوری آذربایجان است که در شهرستان شاه‌بوز واقع شده‌است.

## خصوصیات
تورکش ۳۹۹ نفر جمعیت دارد.